# 吳語方言

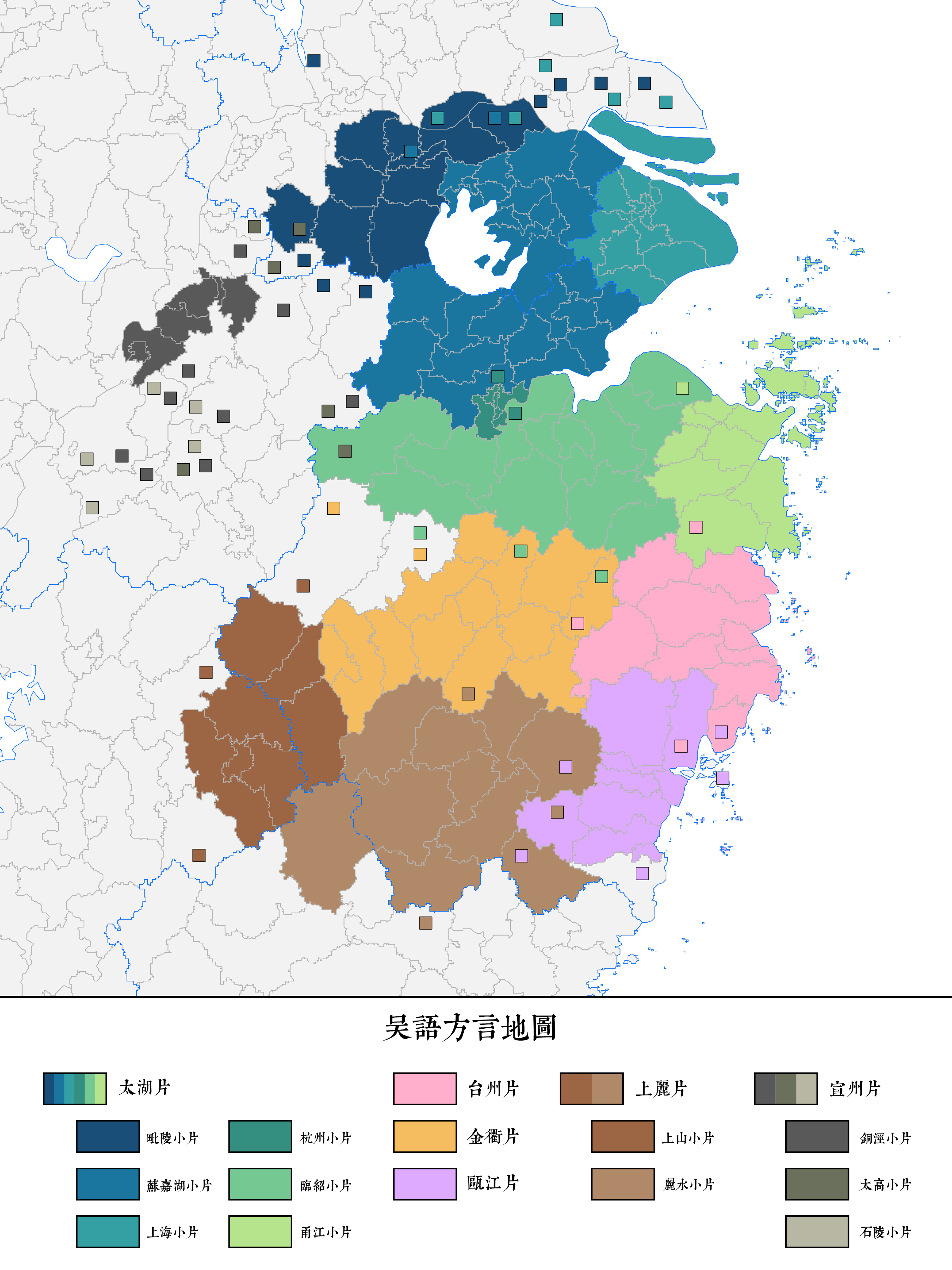
吳語分區圖

吳語各地口音存在不同程度上的差異，根據各地吳語語言特點及通話情況，可將其分為六片：太湖片、台州片、甌江片、宣州片、金衢片、上麗片。舊分区法将吴语分为太湖片、台州片、甌江片、宣州片、婺州片、处衢片。

## 概述
各區當中以太湖片最大，可再分為毗陵小片、苏沪嘉小片、苕溪小片、杭州小片、臨紹小片、甬江小片等六小片。其雖然分布於蘇滬浙皖四省市，但內部通話程度較大，故合為一片。太湖片67縣市，人口4730萬人。其中杭州小片方言較特殊，而上海方言與官話亦較接近。臨紹和甬江小片的傳統方言與南吳方言聯繫較大，和其他太湖片地區交流有一些困難，尤其以鄉下為甚。
宣州片較散，可分為銅涇小片、太高小片、石陵小片三部分。
其他四片除上麗片部分外，都在浙江境內。但分歧很大，甚至片內也有部分點不能通話。一般說台州片金衢片跟北部吳語中的甬江小片和臨紹小片尚有一定程度的通話可能（台州片語音與北區臨紹和甬江最近），而東甌、上麗兩片與其他片差異最大，甚至片內都完全不能通話。

## 太湖片
太湖片的地域和人口都占吳語總體的65％以上。可再分為毗陵（常州）、蘇滬嘉（蘇州-上海-嘉兴）、苕溪（湖州）、杭州、臨紹（臨安-紹興）、甬江（寧波）六小片。片與片之間語法，詞匯，發音差異不大，僅是語調有所區別，能作基本溝通，其中以蘇州為中心的蘇滬嘉小片和以常州為中心的毗鄰小片吳語因其發音特點而常被稱作“吳儂軟語”。在北吳方言中，杭州、上海方言受北方官話影響明顯，已經出現半吳半官話的狀態，尤其以杭州话为甚。紹興與寧波方言較接近南吳，與其他太湖片地區差異相對較大，一些北吳地區人無法聽懂這兩個城市的方言。
具體分布如下：
1、毗陵小片15縣市，人口800萬。
- 江蘇：常州市（除沿江的圩塘、魏村、小河等乡）、武進、丹陽、金壇（金城鎮以西大部分為蘇北話移民區，城區為雙方言區）、溧陽[2]、宜興、江陰（除西北角石莊鄉及利港鄉一部）、張家港（除中心河以東，沙槽河以北）、靖江（除西南角新橋、東興等鄉）、南通通州（金沙鎮及周圍鄉村）、海門（北部包場等12鄉）、啟東（北部呂四等7鄉）、高淳（東部顧隴、永寧等7鄉）。
- 安徽：郎溪（北部定埠、梅洛等鄉，西北部建平、東夏、幸福等鄉）、廣德（北部下寺鄉的廟西）。

2、蘇滬嘉小片30縣市，人口2330萬。
- 江蘇：*[註 1]常熟、無錫市區、蘇州市區、吳中區、吳江、昆山、太倉、啟東（除北部呂四、三甲等7個鄉）、*海門（大部）、通州（小部）、南通市（東南部通州區9個鄉及東北部三餘區7個鄉）、如東（東南角）、張家港（中心河以東、沙槽河以北）。
- 上海： 上海市區、徐匯、嘉定、寶山、川沙、南匯、奉賢、松江、金山、青浦、崇明。
- 浙江：嘉興市區、嘉善、桐鄉、平湖、海鹽、海寧。

3、苕溪小片7縣市，人口300萬。
- 浙江：湖州話、長興、安吉（以上兩縣西部邊境官話移民區除外）、德清、餘杭（径山为苕溪小片、闲林、老余杭为临绍小片）、下沙。
- 安徽：廣德（南部蘆村鄉的甘溪溝及東亭鄉部分村莊）。

4、杭州小片一市，人口120萬。
- 浙江：杭州市（限城區西湖區、上城區、下城區、拱墅區、江干區及餘杭區部分地區，而江幹區東部北部，拱墅區北部、西湖區西北部部分地區屬於苕溪小片，下沙为部分为苏沪嘉小片，蕭山區和濱江區屬於臨紹小片）。

5、臨紹小片十二縣市，人口780萬。
- 浙江：臨安（舊昌化縣昌北區及舊於潛縣北部邊境除外）、富陽、蕭山、桐廬、建德（下包、乾潭以東）、紹興市、諸暨、嵊縣、新昌、上虞、餘姚（不含東部河姆渡等鎮）、慈溪（不含東部觀海衛等鎮）。

6、甬江小片13縣市，人口400萬。
- 浙江：寧波市、鄞州、奉化、鎮海、北侖、*寧海（岔路及其以南除外）、餘姚（東部河姆渡等鎮）、慈溪（東部觀海衛等鎮）、象山、定海、普陀、岱山、嵊泗。

7、其他
江北吳語方面，毗陵片中分布在江北的金沙話，通東話，老岸話被認為是不同時期的江南移民帶去的吳語，由於和江南地理位置的隔閡，這三種吳語已經不能與具有代表性的江南吳語交流，此三種吳語，明顯的帶有“南中有北”的特點，例如，吳語特有的否定詞“勿”或“弗”，在這三種方言中，全部官化為“不”，具有濃重吳語特色的詞匯“面孔”和“汏”，則官化為“臉”和“洗”，而由清末不斷湧入的江南移民帶入的海啟話，仍能與江南吳語交流，兩者基本一致。

### 蘇州話
蘇州話屬於太湖片。近代中國有四大白話：京白、韻白、蘇白和粵白。而蘇白無疑當時是江南地區最流行的語言。由於江南地區的發達，較多蘇州人能夠從勞動中解放出來，從事其他行業。其中讀書是蘇州人從事較多的行業。
從唐代到清代，蘇州地區的狀元占有所有狀元的很大的比例，明清一度達到五分之一。上層社會的精英中較多的也是蘇州籍。古人云：“善操海內上下進退之權，蘇人以為雅者，則四方隨之而雅，俗者，則隨而俗之。”上層社會，尤其是江南地區的上層人物大多以蘇州話為榮。
《海上花列傳》是最著名的吳語小說，作者江蘇松江府人韓邦慶。全書由文言和蘇白寫成，對話皆用蘇州方言是該書的鮮明特點，使用蘇白也是19世紀興起的吳語小說的共同特點。

### 上海話
上海話屬於太湖片。是現代吳語地區的最有影響力的方言。這不僅是因上海的城市地位，更是由上海話的歷史形成和特點決定的。
上海舊屬松江府，曾隸屬嘉興轄下，語言以嘉興話為主。松江府成立後，松江地區方言在嘉興話的基礎上獨立發展，形成吳語中發展相對滯後的松江話。根據《松江府志》記載：明代是“府城視上海為輕，視嘉興為重”。而到清朝則是“府城視上海為輕，視蘇州為重”。蘇州話因其權威性和豐富的文學形式（吳語小說、傳奇、彈詞和民歌等）對上海話也有過重要影響。
上海開埠後移民大量湧入，各路移民的語言對上海話造成了一番影響，尤以寧波話為重。因為寧波人數量大、且有社會地位，現在上海話的第一人稱複數“阿拉”即來自寧波話。這樣，形成以上海本地話（松江話）為主，多種吳語方言（蘇州話、寧波話為主）的共存、混雜和融合的新上海話。新上海話繼承了老上海話的基本特色，融合了北部吳語的主流特征，一躍成為太湖片吳語區發展最快的方言，也替代傳統的蘇州話成為最有影響力的吳語方言，並與蘇州話一起成為當代吳語的代表方言。
人口遷移是造成上海話語音簡化並成為各地吳語“最大公約數”和代表音的最重要的原因之一。而与过分北方化导致连其他吴语区人口都难以理解的杭州话相比，上海話的語音、詞匯和語法結構都十分易於其他吳語使用者理解。所以上海話有成為吳語起碼是北吳語地區的通用語的基礎和趨勢，曾經在1980年代前成為長三角地區通用語。目前由於推廣普通話，上海話在吳語區的影響力有所降低，主要原因是強制推廣普通話，使得普通話取代了方言的作為主要的溝通工具。

### 杭州話
杭州話屬於太湖片。具有吳語的一般特征，但受官話的影響很大。杭州方言受外來影響最大的要數是南宋遷都臨安。 
據李心傳《建炎以來系年要錄》載，從建炎元年（1127年）到紹興二十六年（1156年）30年間，進入杭州的北方居民已超過當地人口。當時南渡士民帶來的以汴梁為主的當時宋朝的北方“官話”，對南方本地話施加影響。終於使杭州話在語音、詞匯、語法方面起了很大的變化，染上了濃厚的宋朝時的北方話色彩。清朝被推翻後，旗下營被迫解散，數量眾多的旗人子弟和隨軍家屬便混入杭州的普通百姓之中，他們濃重的北京“官話”，進一步使杭州話受到影響。
再次，對杭州話影響較多的是以紹興話（包括蕭山話）為代表的臨紹方言，杭州與紹興的依存程度類似上海與蘇州，在杭州大部分方言均已北方化的背後，僅存的吳語殘留基本上全部來自於紹興話。無怪乎學界認為杭州话是“具有吳语外衣的南方官話”。實際上由於長期以來人口流動和經濟交流杭州方言受到周邊吳語地區的影響也不足為奇。紹興有句諺語：“經濟人斷勿得杭州路”，是說紹興人來杭販賣物品或經商定居的多，而且占據了當時杭州主要的上流社會。杭州也有一句諺語：“杭州蘿蔔紹興種”，意思是有很多杭州人的祖籍在紹興地區，因此紹興話對杭州方言有較大影響。
一般来说，来自南方官话地区的人口（如西南官话与江淮官话地区），由于语调和不少词汇与南方官话相似，甚至一些单词读音皆非常相似，只要对吴语的语法和一些特定词汇稍加熟悉，听懂杭州方言相对较为容易，而来自北方地区的官话人口（如中原官话、胶辽官话、西北官话等）则依然很难理解杭州话，甚至认为和其他吴语听感几乎一样，并没有多大区别。

### 寧波話
寧波話屬於太湖片。寧波作為歷史文化名城，具有悠久的歷史。人人都道“吳儂軟語”，不過寧波方言在江南卻以“石骨鐵硬”而著稱，相比於其他北吳方言可算是一個另類。

## 台州片
台州片10縣市，人口500萬。分布地區如下：
浙江：臨海、三門、天台、仙居、黃岩、椒江、溫嶺、玉環、樂清（清江以北）、寧海（岔路以南）。
台州話以臨海話為代表。細分可分為南台片、北台片。南台包括臨海、黃岩、椒江市、溫嶺、玉環、樂清（清江以北），是最接近北吳的小片，代表為臨海話和太平話（溫嶺話）；北台包括三門、天台、仙居、寧海（岔路以南），代表為天台話。
顯著特征是南吳與北吳的過渡片，音系近北吳，而詞匯、語法則多保留了南吳的特點，很多詞匯與溫州話的相同，但是讀音相差較遠。

## 金衢片
金衢片以金華、衢州為中心，分布在浙江省整個金衢盆地，人口620萬，占吳語人口總數的12.4%，包括金華話、衢州話、永康話、義烏話、東陽話、蘭溪話等。金衢片大體以金華市區為中心分東西兩大片（沒有明確的內部分區），東西兩片通話有一定的困難，西片同處衢江上的衢州話和蘭溪話十分接近，東片同處東陽江上的義烏話和東陽話也比較接近。金衢片是吳語區北部勢力向南部擴張的首沖之地。由於金衢盆地再往南就是仙霞嶺、括蒼山等崇山峻嶺，來自北部的語言沖刷往往就此停頓，因而使得金衢片成為南部吳語中受北部沖刷最嚴重的方言。這在許多方面表現的非常突出，例如聲母存古現象的消失、單字調類的簡化、變調型的轉化、文讀音的興盛等等。金衢片中，金華、衢州、蘭溪三地的市區方言可以和太湖片進行通話。
分布地區如下：
- 杭州市：建德市（姚村鄉、檀村鎮及航頭鎮的梅嶺、玨塘、石木嶺、宙塢源等村），淳安縣（南部與衢州市轄區交界的少數村，如安陽鄉烏龍、黃家源、紅山嶴、山畏嶺村，大墅鎮田門宅村）。
- 金華市：市轄區（婺城區、金東區），蘭溪市，永康市，義烏市（包括縣城在內的部分地區），東陽市，浦江縣，武義縣（包括縣城在內的部分地區），磐安縣（包括縣城在內的部分地區）。
- 衢州市：市轄區（柯城區、衢江區），龍游縣。
- 麗水市：縉雲縣。

## 上麗片
上麗片（上饒-麗水）在吳語區域內，一般認為上麗片因偏居浙贛閩交接山區，北部有金衢片阻擋，是受北方沖刷最輕的地區，但事實上通過近年發言研究調查的結果顯示，處於西南角的龍泉、慶元等地，新派濁音嚴重清化，但濁音為何比北部吳語來的更快清化，原因未知。從與閩語的共時關係來說，上麗片可看作吳閩過渡區。
上麗片23縣市，分布在浙西南、贛東北、閩西北，人口650萬人。分布地區如下：
- 麗水小片9縣、人口150萬。
  - 浙江：麗水、宣平（今武義縣所轄柳城畲族鎮）、雲和、景寧畲族自治縣、文成縣南田鎮、*青田（溫溪區及萬山區一部除外）、*泰順（南部閩語區及百丈鎮除外）、龍泉、慶元（東部竹坪、合湖以東除外）。
- 上山小片15縣市，人口500萬。
  - 浙江：松陽、遂昌、開化、常山、江山。
  - 江西：上饒市、上饒縣、玉山、廣豐、德興（限隴頭）。
  - 福建：*浦城（南部石陂、水北、臨江等五鄉的閩語區除外）。

## 甌江片
甌江片12縣市，人口420萬。以溫州話為核心，通常被認為是吳語最難學習與辨識的一個片區。
分布地區為：
浙江：*樂清（清江以西）、永嘉、鹿城、龍灣、甌海、瑞安、平陽（閩語區除外）、龍港（閩語區除外）、蒼南（閩語區除外）、*文成（除南田鎮）、泰順（限萬丈鎮）、洞頭（南部洞頭、元覺、霓嶼三島東部的閩語區除外）、玉環（西南角）、青田（東部溫溪鎮，及萬山鎮的黃洋、萬山等鄉）。

### 溫州話
溫州話屬於甌江片。在吳語所有方言中，溫州話受到北方話的影響最小，是“吳語的活化石”。在發音和用詞、語法等方面，溫州話都與現代標準漢語甚至是其他吳語方言都有較大差別。溫州話的內部變化也很多，甚至各個縣、市之間的發音也有較大差異，包括瑞安話、樂清話等。通常所說的溫州話指的是市區人口所使用的狹義的溫州話。使用廣義溫州話的人口約有500多萬。
溫州話的複雜性，一直被認為是中國最難學習的方言之一。溫州是南戲的發源地，留傳的南戲作品都含有不少溫州話。由於南戲對元曲及元明小說的影響深遠，學者們在注釋、考證這些作品時都需要大量引用溫州話。

## 宣州片
宣州吳語分布於皖南、江蘇西南部及浙江西北一角，內部分三個小片，差別較大。太高小片古全濁聲母沒有通音化，石陵小片有的點清化，銅涇小片則都通音化了。
宣州吳語受到官話嚴重侵蝕，在城鎮往往對外說江淮話，吳語僅限於家庭使用，在圩區則保存較好，稱為“此地話、圩巴老話”。有些在官話包圍中的土著話已被同化得只殘存很少幾項特征，如蕪湖市郊四山鄉的褐南村，男人已說市區官話，土話被認為婦女話，也只剩下定母讀[r]聲母，代詞複數帶[n  n24]尾，近指用[k  ?5]，遠指用[ku 55]等幾項宣州吳語特征了，這些殘餘點即未統計在內。注意太平劃入黃山市，但現黃山市駐地屯溪通行徽語。
宣州片15縣市，308萬人（其中安徽261萬人）。其分布情況為：
1、銅涇小片12縣市，230萬人。
- 安徽：*銅陵、*涇縣、寧國（青龍、濟川、東岸等鄉的鄉村）、*繁昌、南陵（北部西部，及東南角吳灘鄉一帶）、宣城（限北部西部及南部溪口鄉金牌）、*蕪湖縣（萬春區除外）、當塗（限東部南部）、青陽（童埠、杜村二鄉及酉華鄉楊柳地）、貴池（東部）、石臺（東部，含舊城關廣陽）、太平（已劃入黃山市。西部楊家嶺一帶，北部龍門以北）。

2、太高小片6縣市65萬人（安徽18萬人，江蘇及浙江47萬人）。
- 安徽：*太平（劃入黃山市。東部南部）、寧國（限南部南極等鄉）、當塗（限東部湖陽鄉、博望鎮）。
- 江蘇：*高淳（西部）、溧水（南部）。
- 浙江：臨安（舊昌化縣的昌北區）。

3、石陵小片5縣市，13萬人。
- 安徽：*石臺（石埭。中部）、青陽（東南陵陽等鄉，含城關舊派）、涇縣（限西南厚岸、包合、水東三鄉）、太平（劃入黃山市。西北三豐地區部分鄉村）、貴池（限南部灌口一帶）。